# Nag el-Madamud
Nag' el-Madamud o Medamud è una località dell'Egitto presso az-Zainiya nei pressi di Luxor, nota in epoca antica con il nome di Madu e facente parte del 5º distretto dell'Alto Egitto.

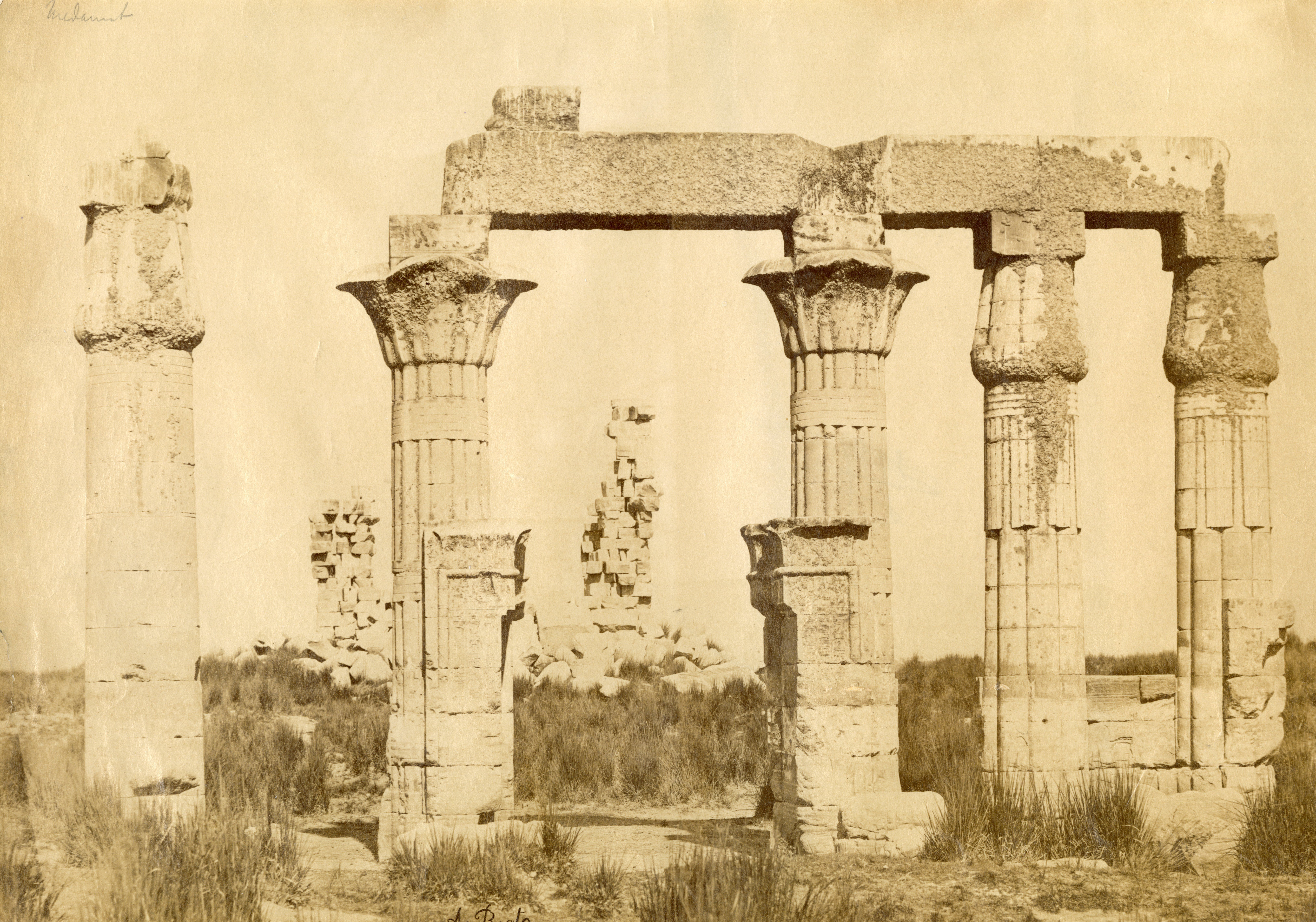
Veduta da sud-est delle rovine dell'atrio colonnato del tempio di Montu a Medamud. Foto di Antonio Beato, 1870-1888.

Durante il periodo storico detto Medio Regno la città ospitò un importante tempio dedicato a Montu che venne restaurato ed ampliato anche durante il Nuovo Regno. Da Nag el-Madamud provengono numerosi reperti di notevole importanza tra cui alcune statue di Sesostri III e di Thutmose IV.